# Thomas Debenest
Thomas Debenest est un footballeur français né le 4 août 1973 à Niort. Il était gardien de but.
Formé à Niort, Thomas Debenest a joué 138 matchs en Ligue 2, 16 matchs en 1re division portugaise et 8 matchs en 1re division belge.

## Carrière
- 1992-1996 : Chamois niortais FC  France (D2)
- 1996-1997 : Red Star  France (D2)
- 1997-1998 : SCO Angers  France (Nat.)
- 1998-2000 : Excelsior Mouscron  Belgique (D1)
- 2000-2002 : FC Maia  Portugal (D2)
- 2002-2005 : Beira-Mar  Portugal (D1)
- 2005-2007 : US Sénart-Moissy  France (CFA)[1]